# The Right to Go Insane
Singles de Megadeth
Head Crusher
(2009) Sudden Death
(2010)
The Right to Go Insane est une chanson de Megadeth et second single extrait de l'album Endgame. The Right to Go Insane est également la chanson qui clôture l'album. La chanson fut nommée à la 53e cérémonie des Grammy Awards dans la catégorie "Meilleure prestation metal". Dans les charts, le single se classa à la 38e position au Mainstream Rock Tracks chart et à la 33e au Active rock (en).
Les paroles, écrites par Dave Mustaine, parlent d'un citoyen devenu fou à cause de ses soucis financiers et du stress causé, épuisé au quotidien par le travail.

## Vidéoclip
Un vidéo clip fut tourné et réalisé par Bill Fishman. La vidéo fut inspirée par les évènements du 17 mai 1995 où un ancien militaire (Shawn Nelson) de 35 ans s'empara d'un Char M60 Patton provoquant la panique à travers les rues de San Diego. La vidéo marque aussi le retour du bassiste David Ellefson sur les clips de Megadeth depuis 2001, où Ellefson participa au vidéo clip pour la chanson Moto Psycho de l'album The World Needs a Hero.
Le clip débute avec un plan sur Dave Mustaine (interprétant Shawn Nelson) et David Ellefson (interprétant le frère de Nelson) , Mustaine déposant des fleurs sur une tombe. La scène suivante se déroule le 17 mai 1995 à San Diego, Mustaine se faufile dans un char dans une base militaire et se dirige dans les rues de la ville détruisant tout sur son passage, lampadaires, voitures et autres biens divers. Un hélicoptère poursuit alors le tank tout en le filmant; le char continue et prend un chemin vers l'autoroute mais finit par s'encastrer sur le terre-plein central. La police entoure le char et s'empare d'une pince-monseigneur pour ouvrir la trappe avant d'arrêter et tuer Mustaine. Le clip se termine sur le lieu de la première scène avec David Ellefson qui dépose des fleurs à son tour sur la tombe de Vic Rattlehead.

## Composition du groupe
- Dave Mustaine - chant, guitare rythmique, solo & acoustique
- Chris Broderick - guitare rythmique, solo et acoustique
- David Ellefson - basse
- Shawn Drover - batterie